# Hippomaneae
Tribu
Les Hippomaneae sont une tribu de plantes à fleurs dicotylédones de la famille des Euphorbiaceae et de la sous-famille des Euphorbioideae,  qui comprend 33 genres répartis en deux sous-tribus.

## Liste des genres

### Sous-tribu desCarumbiinae
- Homalanthus A.Juss.

### Sous-tribu desHippomaninae
- Actinostemon Mart. ex Klotzsch
- Adenopeltis
- Anomostachys
- Balakata
- Bonania
- Colliguaja Molina
- Conosapium
- Dalembertia
- Dendrocousinsia
- Dendrothrix
- Ditrysinia
- Duvigneaudia
- Excoecaria L.
- Falconeria
- Grimmeodendron Urb.
- Gymnanthes Sw.
- Hippomane L.
- Incadendron
- Mabea
- Maprounea
- Neoshirakia
- Pleradenophora
- Pseudosenefeldera
- Rhodothyrsus
- Sapium Jacq.
- Sclerocroton
- Sebastiania Spreng.
- Senefeldera Mart.
- Senefelderopsis
- Spegazziniophytum
- Spirostachys Sond.
- Stillingia Garden ex L.
- Triadica Lour.